# Mãi đừng xa tôi
Mãi đừng xa tôi (tiếng Anh: Never Let Me Go) là một tiểu thuyết xuất bản năm 2005 của nhà văn người Anh gốc Nhật Kazuo Ishiguro. Đây là một tác phẩm khoa học giả tưởng xoay quanh mối quan hệ của ba người bạn Kathy H., Ruth và Tommy với những sự kiện trải dài từ lúc họ còn nhỏ tới khi đã trưởng thành. Cuốn sách đã lọt vào danh sách rút gọn của giải Man Booker 2005 (giải thưởng Ishiguro đã giành được vào năm 1989 với tác phẩm The Remains of the Day). Mãi đừng xa tôi được tạp chí Time đánh giá là tiểu thuyết xuất sắc nhất năm 2005 và đã lọt vào danh sách ALL-TIME 100 Novels do tạp chí này lựa chọn.
Bản dịch tiếng Việt do Nhã Nam và NXB Văn Học ấn hành năm 2008, về sau được tái bản. 

## Tựa đề
Tựa gốc của tác phẩm, Never Let Me Go là một câu trong bài hát Songs After Dark của ca sĩ giả tưởng Judy Bridgewater, bài hát yêu thích của Kathy H., nhân vật chính và là người kể chuyện của tác phẩm. Kathy hiểu lời ca của bài hát theo cách riêng của mình, đối với cô "never let me go" là tiếng ru của một bà mẹ với đứa con đầu lòng được sinh ra sau nhiều chờ mong, bà vừa vui mừng vừa lo sợ sẽ phải xa rời đứa con yêu quý. Trong một lần nọ, khi Kathy vừa nghe bài hát vừa ôm một chiếc gối giả làm đứa trẻ của riêng mình, cô nhận ra Madame đang nhìn mình và khóc. Về sau, khi có cơ hội được gặp lại, Madame đã giải thích về cuộc gặp mặt này. Trong khi Kathy tiết lộ với độc giả rằng cô chỉ đơn giản là nghĩ về việc bế một đứa trẻ, thì Madame đã liên tưởng điệu nhảy và bài hát với những gì mà họ đang làm với bọn trẻ. Bà bị choáng ngợp bởi cảm giác tội lỗi và buồn bã và do đó bắt đầu khóc khi nhìn thấy Kathy.
Trong một đoạn khác của cuốn sách, Kathy đã nhắc đến việc ba nhân vật chính "để nhau rời xa" (letting each other go) sau khi rời khỏi Nhà Tranh.

## Tóm tắt
Tiểu thuyết là lời kể của Kathy H., một phụ nữ 31 tuổi, về cuộc đời của cô từ ngày còn là học sinh trong trường nội trú Hailsham cho tới khi trưởng thành. Cuốn tiểu thuyết được chia làm ba phần ứng với ba giai đoạn trong cuộc đời Kathy và hai người bạn thân thiết của cô là Ruth và Tommy. Phần đầu tiên đề cập tới giai đoạn Kathy, Ruth và Tommy còn học tại trường nội trú Hailsham. Phần thứ hai đề cập tới cuộc sống của ba người tại điền trang Cottages, nơi họ bắt đầu có khái niệm về nhiệm vụ duy nhất trong cuộc đời của mình, đó là hiến nội tạng hoặc trở thành người chăm sóc cho các bệnh nhân hiến nội tạng. Phần thứ ba diễn ra sau khi ba người rời khỏi Cottages và không còn là bạn bè thân thiết với những suy nghĩ và khám phá về vị trí thực sự của họ, những học sinh Hailsham trong xã hội loài người.

## Chuyển thể
Mãi đừng xa tôi đã được Alex Garland chuyển thể thành kịch bản phim. Năm 2008 kịch bản phim Never Let Me Go được bầu chọn là một trong số các kịch bản xuất sắc nhất của điện ảnh Anh chưa được hiện thực hóa thành phim. Tháng 4 năm 2009, bộ phim đã được khởi quay với vị trí đạo diễn do Mark Romanek đảm nhiệm, do hai hãng phim DNA Film và Film4 đồng sản xuất, với kinh phí là 15 triệu đô-la. Vai chính Kathy được giao cho Carey Mulligan, đồng diễn với cô là Andrew Garfield và Keira Knightley. Phim được đóng máy vào năm 2010 và bắt đầu công chiếu vào tháng 2 năm 2011. Dù doanh thu mang về khá khiêm tốn, chỉ đạt mức 9.455.232 đô-la Mỹ,, đây vẫn là một phim nhận được nhiều lời khen ngợi từ các nhà phê bình.
Tại Nhật Bản, công ty Horipro đã sản xuất một vở kịch chuyển thể vào năm 2014 có tên Watashi wo Hanasanaide (私を離さないで). Vào năm 2016 cũng với tựa đề tương tự, TBS Television đã cho phát sóng bộ phim truyền hình chuyển thể từ cuốn tiểu thuyết với bối cảnh được đặt tại Nhật, có sự tham gia diễn xuất của các diễn viên Haruka Ayase và Haruma Miura.